# Inaba Masakuni
Inaba Masakuni est un nom japonais traditionnel ; le nom de famille (ou le nom d'école), Inaba, précède donc le prénom (ou le nom d'artiste).
Inaba Masakuni (稲葉 正邦, 26 juillet 1834-15 juillet 1898) est un daimyo de la fin de l'époque d'Edo. Les Makino font alors partie des clans fudai ou « clan daimyo intérieurs », vassaux ou alliés héréditaires du clan Tokugawa, en opposition aux tozama daimyo ou « clans extérieurs ».

## Généalogie du clan Inaba
Le clan Inaba est originaire de la province de Mino. Ils prétendent descendre de Kōno Michitaka (d. 1374) qui prétend lui-même descendre de l'empereur Kanmu (736-805). Masakuni fait partie de la branche cadette des Inaba créée en 1588 et qui descend d'Inaba Masanari qui a combattu dans les armées d'Oda Nobunaga puis de Hideyoshi. En 1619, Masanari se voit accorder le domaine d'Itoigawa (25 000 koku) dans la province d'Echigo ; puis en 1627, ses propriétés sont transférées au domaine de Mōka (65 000 koku) dans la province de Shimotsuke.  Les descendants de Masanari résident successivement au domaine d'Odawara (105 000 koku) dans la province de Sagami de 1632 à 1685 ; au domaine de Takata dans la province d'Echigo de 1685 à 1701 ; au domaine de Sakura dans la province de Shimōsa de 1701 à 1723.
Les héritiers de Masakuni et autres descendants d'Inaba Masanari s'installent au domaine de Yodo (115 000 koku) dans la province de Yamashiro de 1723 jusqu'en 1868. Le chef de cette lignée du clan est fait « vicomte » au cours de l'ère Meiji dans le cadre du nouveau système nobiliaire mis en place par le gouvernement de Meiji.

## Fonctionnaire du shogunat Tokugawa
Masakuni exerce différentes fonctions au sein de l'administration du shogunat Tokugawa. Il est représentant du shogun, Kyoto shoshidai, durant la période allant du 26 juillet 1863 au 16 mai 1864. Lors de la bataille de Toba-Fushimi, il refuse l'entrée des forces pro-shogunat dans le domaine de Yodo et contribue ainsi à faire pencher la balance en faveur des forces de Satsuma et Chōshū.

## Source de la traduction
- (en) Cet article est partiellement ou en totalité issu de l’article de Wikipédia en anglais intitulé « Inaba Masakuni » (voir la liste des auteurs).